# 艾格理
艾格理（德語：Hans Egli，1929年4月19日—2013年12月13日），白冷外方傳教會神父，並研究排灣語、長濱文化。

## 生平
艾格理為1929年4月19日出生於卢塞恩布爾根施托克，1949年加入白冷會，1955年晉鐸，1956年被派往日本傳教，1963年前來台灣先學習中文，此後在台東豐里堂區。臺灣日治時期時臺灣天主教傳教工作，均由道明會負責，中華人民共和國建立後，以往在中國服務的外籍天主教人士，紛紛轉至臺灣，以西臺灣為優先，由於原於黑龍江省為基地的白冷外方傳教會較後到，所以至偏僻的臺東縣。
艾格理1964年到臺東白冷會青年中心擔任主任後，常搭船前往蘭嶼，用相機記錄達悟族。他能與用日語與原住民溝通，原來只喜歡攝影，到知本天主堂工作後，發現有位德國神父留下的卑南族資料很珍貴，讓他對人類學展開興趣。1967年9月25日，他與宋文薰為首的臺灣大學暑期考古挖掘隊先至鯉魚山考古。
至1969年，艾格理在臺東掘出及尋獲已到一千三百五十五件石器、陶器、骨器等古物。這些陳列於他所管理的天主教青年中心二樓，一方面供他作為考古研究的材料，同時也讓前往該中心的青年學生們參觀。然而在1969年1月底，因為鄰近的八仙洞遺址發掘工作引發的社會關注度，時任總統蔣介石通過秦孝儀下令臺灣省政府立刻派員沒收艾格理研究與維護的文物，同時中國時報與聯合報連日指控其盜竊國寶與先民遺物，並通過教育部命令限制外籍人士參與未來台灣的考古發掘。他曾返回瑞士修讀人類學碩士，但待他拿到學位返臺灣，已經無法再從事考古學工作，於是轉向語言學、民族學與文化人類學的調查工作。於1992年返回瑞士。
艾格理用以德語寫排灣語著作，卻被認為沒有學術價值，受此刺激的他再回瑞士修語言學博士。記者王蜀桂有感於戒嚴時臺灣的外籍神父對於原住民語言的貢獻被隱沒，於是自1992年3月底就開始訪問這些神父，首先就由艾格理開始，到1995年3月23日到博利亞神父為終，報導了孫國棟、周重德、溫知新、溫安東、彭海曼、巴義慈、吳叔平、明惠鐸、蔡恪恕、裴德、杜愛民等神父。
2005年11月10日，台東縣文化局長林永發面見艾格理，以求出版艾格理《蘭嶼之旅》專書、排灣族辭典資料。
2013年12月13日，艾格理於蘇黎世病逝。

## 著作
- 艾格理. . 中華彩色印刷公司. 1983.

## 外部連結
- 艾格里神父(Rev. Hans Egli, SMB）,國家文化記憶庫
- 那個奇奇怪怪的神父 /颜敏如文集 （页面存档备份，存于）